# Factory Records
Factory Records was een platenlabel met Manchester (Engeland) als thuisbasis. Het werd in 1978 opgericht en geleid door Tony Wilson en Alan Erasmus. Het label bracht platen uit van verschillende prominente groepen zoals Joy Division, New Order, The Durutti Column, Happy Mondays,  James en Orchestral Manoeuvres in the Dark.  
Evenals het label 4AD maakte Factory Records gebruik van een creatief team dat het label en de artiesten die er op uitkwamen een bijzonder geluid en imago meegaf.
De meest notoire leden van het team waren producer Martin Hannett en grafisch ontwerper Peter Saville.
Het  label paste een bijzondere vorm van catalogisering toe, waarbij ieder album, kunstwerk en alle eigendommen van het label een uniek nummer kregen, inclusief hun nachtclub The Haçienda en de huiskat. Het nummer begon met  'FAC'  en daarna een volgnummer. De nachtclub kreeg het nummer FAC51, de kat was FAC191.
Factory Records ging failliet in 1991. De meeste artiesten vonden onderdak bij London Records, dat tot de Warner Music Group behoort.
In 2002 verscheen de film 24 Hour Party People. Dit is een op feiten gebaseerde satire op de mensen en bands rond Factory Records en de anekdotes, mythen en legenden die over hen de ronde doen.
Factory Records bracht een aantal gelieerde labels in het buitenland voort. Het meest prominente was het in Brussel gesitueerde Factory Benelux.

## Bands onder het Factory Records label
- 52nd Street
- A Certain Ratio
- Abecedarians
- Ad Infinitum
- Adventure Babies
- Anna Domino
- Biting Tongues
- Blurt
- Cabaret Voltaire
- Cath Carroll
- Crawling Chaos
- Crispy Ambulance
- Distractions
- The Durutti Column
- Electronic
- ESG
- Fadela
- Happy Mondays
- James
- Jazz Defektors
- John Dowie
- Joy Division
- Kalima
- Kevin Hewick
- Life
- Little Big Band
- Marcel King
- Miaow
- Minny Pops
- New Order
- Northside
- Orchestral Manoeuvres In The Dark
- The Other Two
- The Pleasure Crew
- Quando Quango
- Railway Children
- Red Turns To
- Revenge
- Royal Family And The Poor
- Section 25
- Shark Vegas
- Stockholm Monsters
- Streetlife
- Swamp Children
- The Wake
- Tunnel Vision
- X-o-dus